# Торакс Лариський
Торакс Лариський (грец. Θώραξ της Λάρισας; д/н — після 476 до н. е.) — 6-й тагос (верховний вождь) Фессалійського союзу.

## Життєпис
Походив з роду Алевадів. Син Алева II, правителя Лариси. Після загибелі батька внаслідок нещасного випадку успадкував над містом владу. Десь у 500-х роках до н. е. після Кінеада стає тагосом Фессалії. Був другом поета Піндара, що уславив Торакса в Піфійських одах.
Після придушення персами Іонійського повстання 494 року до н. е. поступово обрав проперську політику. Надалі закликав перського царя Ксеркса вдертися до Еллади, щой сталося 480 року до н. е. Торакс урочисто зустрічав царя в Ларисі. За допомогою Ксеркса здобув у Фессалії абсолютну владу.
В подальшому усіляко допомагав персам. У битві при Саламіні Торакс був присутнім з загоном біля перського царя. 479 року до н. е. брав участь у битві при Платеях, де перси зазнали поразки. Це призвело до вигнання загарбників з Еллади.
476 року до н. е. спартанський цар Леотіхід вдерся до Фессалії, щоб покарати Торакса. Останній втратив посаду тагоса, яку отримав Ехекратид III. Проте разом з братами Евріпілом і Фрасідеєм зумів підкупити царя, який відступив. Подальша доля невідома. З цього часу вплив Алевадів обмежувався містом Лариса.